# Tóth Gyula (vegyészmérnök)
Tóth Gyula, Tót Gyula István (Győr, 1859. április 25. – Budapest, 1929. június 24.) vegyészmérnök, az Országos Magyar Királyi Chemiai Intézet és központi vegykisérleti állomás vezetője. 

## Életútja
Tót (Tóth) Sándor kereskedő és Eckstein Mária evangélikus szülők gyermeke. Középiskoláit Győrben, a műegyetemet Budapesten és Bécsben végezte, ahol 1881-ben vegyészi oklevelet nyert. 1882-ben az állami vegykisérleti állomás vegyésze, 1895-ben pedig az országos chemiai intézet fővegyésze lett. 1901. május 29-én megkapta a Ferenc József-rend lovagkeresztjét. Elsősorban analitikai és agrokémiai kérdésekkel foglalkozott, valamint a dohány-, élelmiszer- és ivóvíz vizsgálat területén is végzett kutatómunkát. Felesége Vasanits Kornélia volt.
Cikkei a Zeitschrift für Thierchemieben (1885. A natronmész behatása a fehérjékre, németül); a Közgazdasági Szemlében (1885. Uj módszer a kenőolajok és gázolajok vizsgálatára); a Chemische Zeitungban németül (1886. Új módszer a fenol meghatározására, 1890. Összehasonlító vizsgálatok a borkősav vizsgálatára, 1891. Adalék a jódkeményítő kémiai szerkezetéhez); a Vegytani Lapokban (A hőfok befolyása a kémiai folyamatok gyorsaságára); a Math. és Term.-Tud. Értesítőben (1893. A sárga foszfornak új mennyileges meghatározási módszere); a Magyar Chemiai Folyóiratban (1895. A budapesti kenyér timsótartalmáról, 1896. A víztisztításról, 1897. Az aszfaltanyagok vizsgálatáról) sat.

## Munkái
- Növényi eredetű festék kimutatása a paprikában. Budapest, 1900. (Kisérletügyi Közlemények III.).
- Újabb adatok a dohány fermentálásának kérdéséhez. Budapest, 1903. (Kisérletügyi Közlemények).
- Külföldi dohányok. A Tisza folyóvizének felhasználásáról a gazdaságban. Budapest, évszám nélkül. (Kisérletügyi Közlemények) sat.